# Google Answers
Google Answers là một dịch vụ hỏi đáp trả lệ phí trực tuyến được cung cấp bởi Google cho phép người dùng đặt các câu hỏi về các lĩnh vực để nhận được các câu trả lời từ các chuyên viên nghiên cứu. Dịch vụ tiếng Anh được phát hành vào tháng 4 năm 2002, và kết thúc quá trình thử nghiệm vào tháng 5 năm 2003. Vào cuối tháng 11 năm 2006, Google thông báo rằng họ sẽ đóng dịch vụ này, và cho ngừng tất cả mọi hoạt động vào cuối tháng 12 năm 2006. Tuy nhiên, những câu hỏi đã có của nó vẫn được lưu trữ đầy đủ.